# BYD G6
BYD G6 — переднеприводной среднеразмерный седан китайской компании BYD. Серийно выпускался с сентября 2011 по 2018 год.

## История
Прототипом модели был концепт-кар BYD i6, представленный на Пекинском международном автосалоне в 2010 году. В том же году на автосалоне в Гуанчжоу прошла презентация серийной модели. Продажи BYD G6 в Китае начались 26 сентября 2011 года. Седан сменил в модельном ряду BYD F6. В октябре 2014 года был проведён рестайлинг.
В ноябре 2012 года была представлена люксовая версия BYD G6 BYD Si Rui. Она была доступна только с 1,5-литровым двигателем с турбонаддувом мощностью 154 л.с и поступила в продажу в Китае 20 апреля 2013.

## Технические характеристики
Автомобиль BYD G6 оснащался двигателями внутреннего сгорания BYD476ZQA и BYD483QB объёмом 1,5 литра с турбонаддувом TID. Мощность варьируется от 138 до 154 л. с.
Седан базировался на той же платформе, что и внедорожник BYD S6.

## Галерея

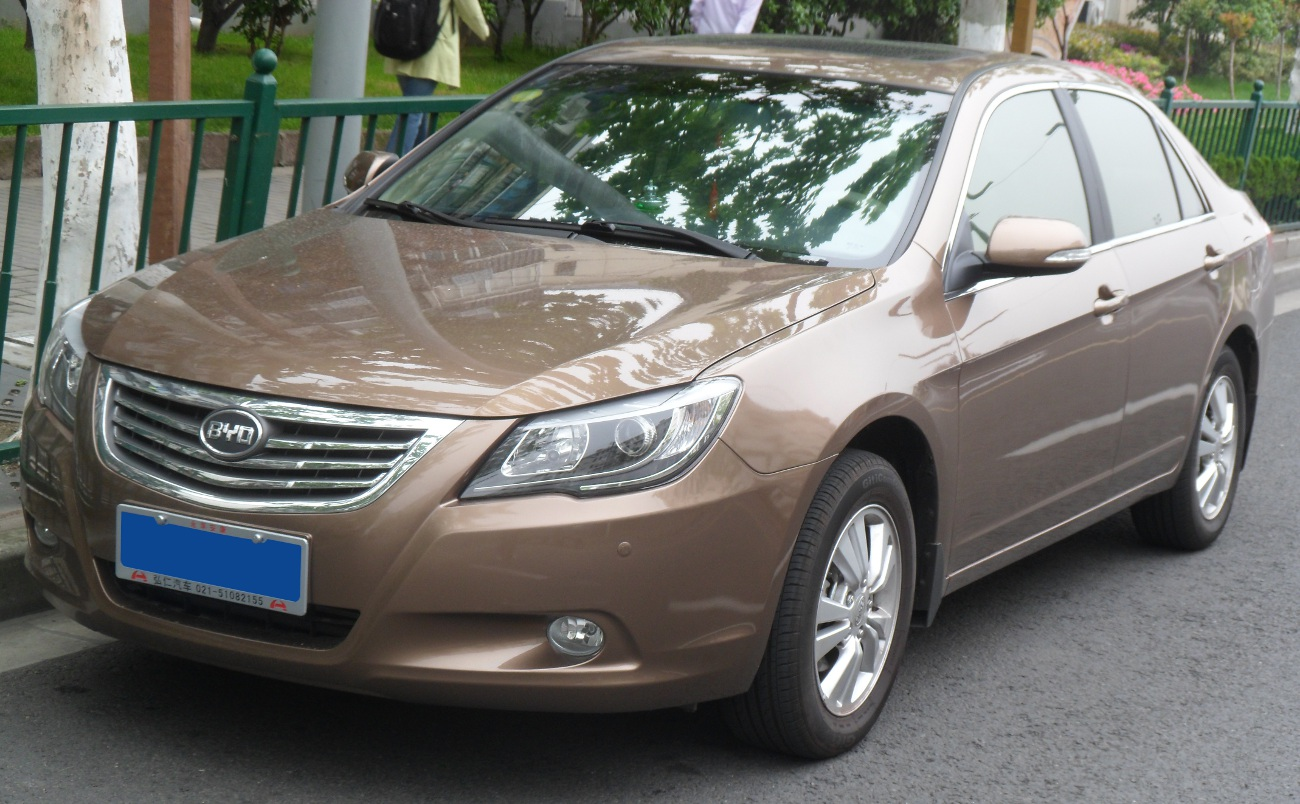
BYD G6
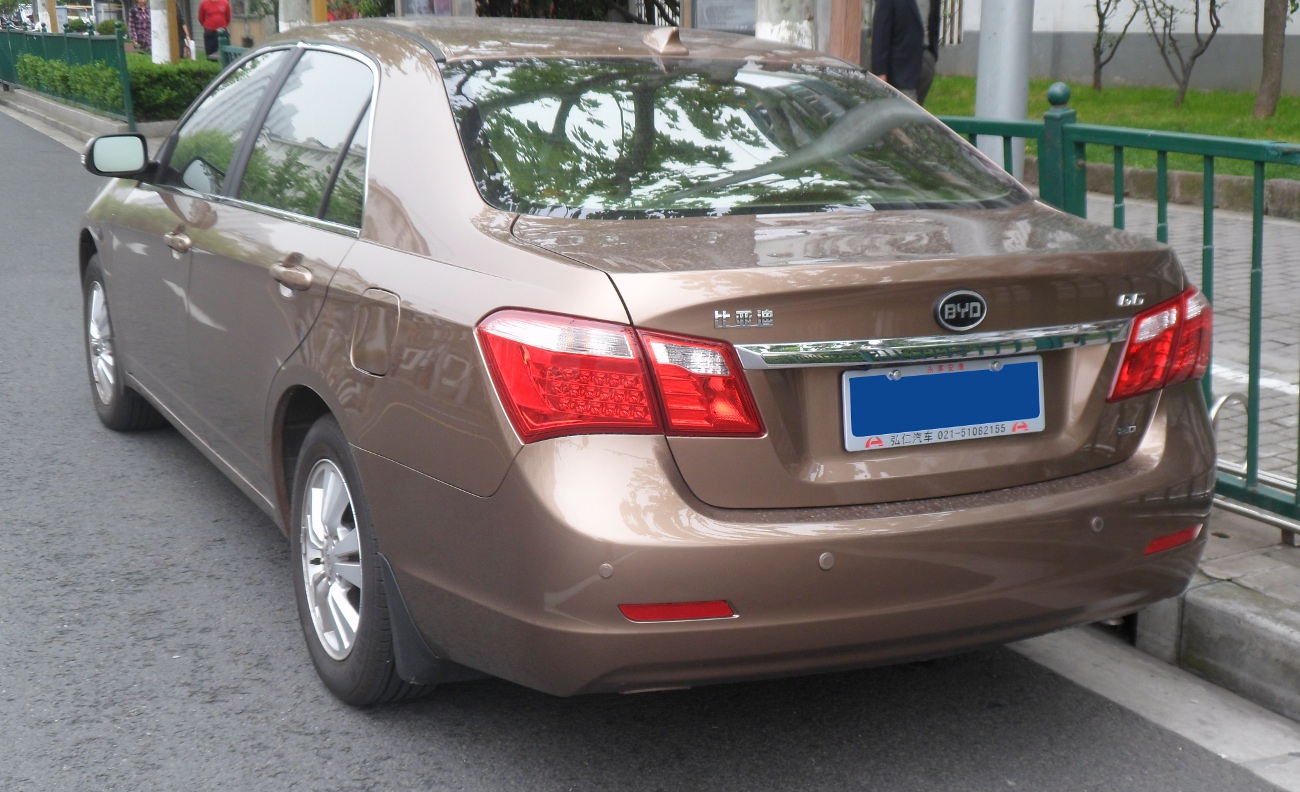
BYD G6
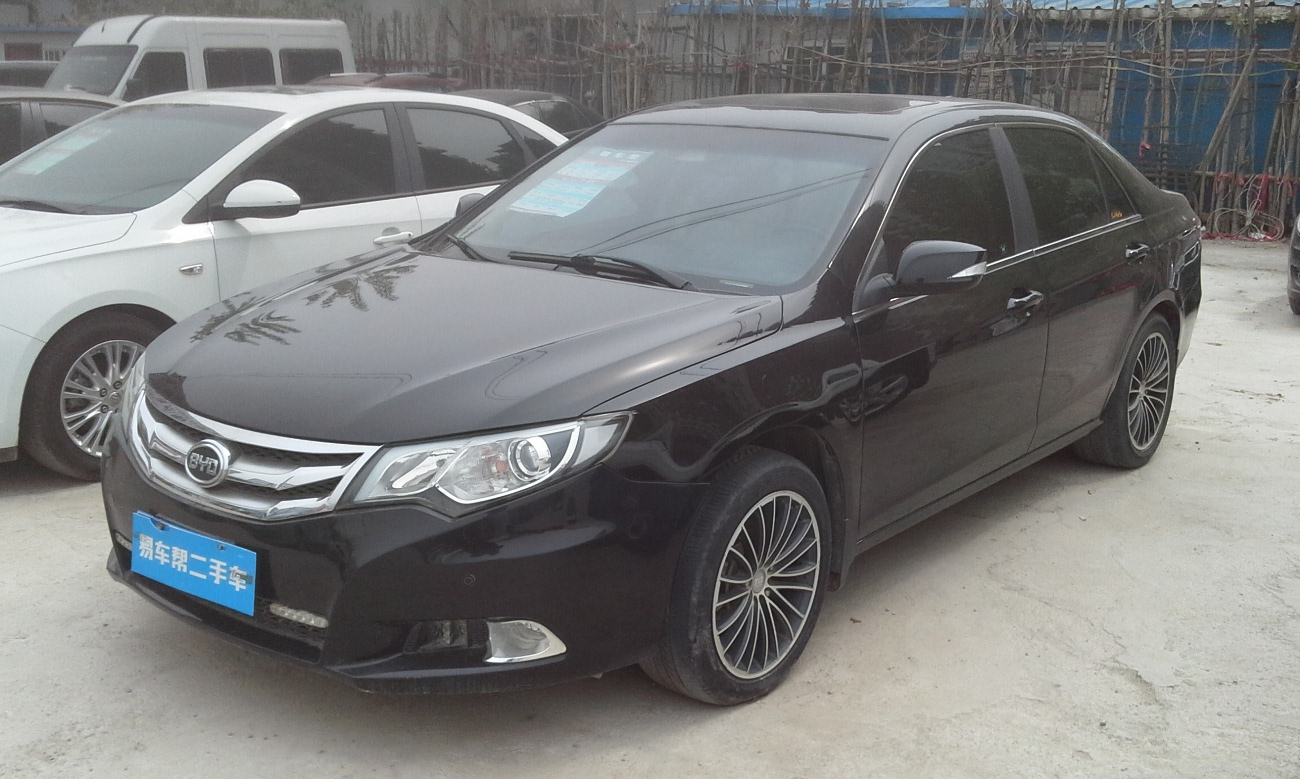
BYD Sirui
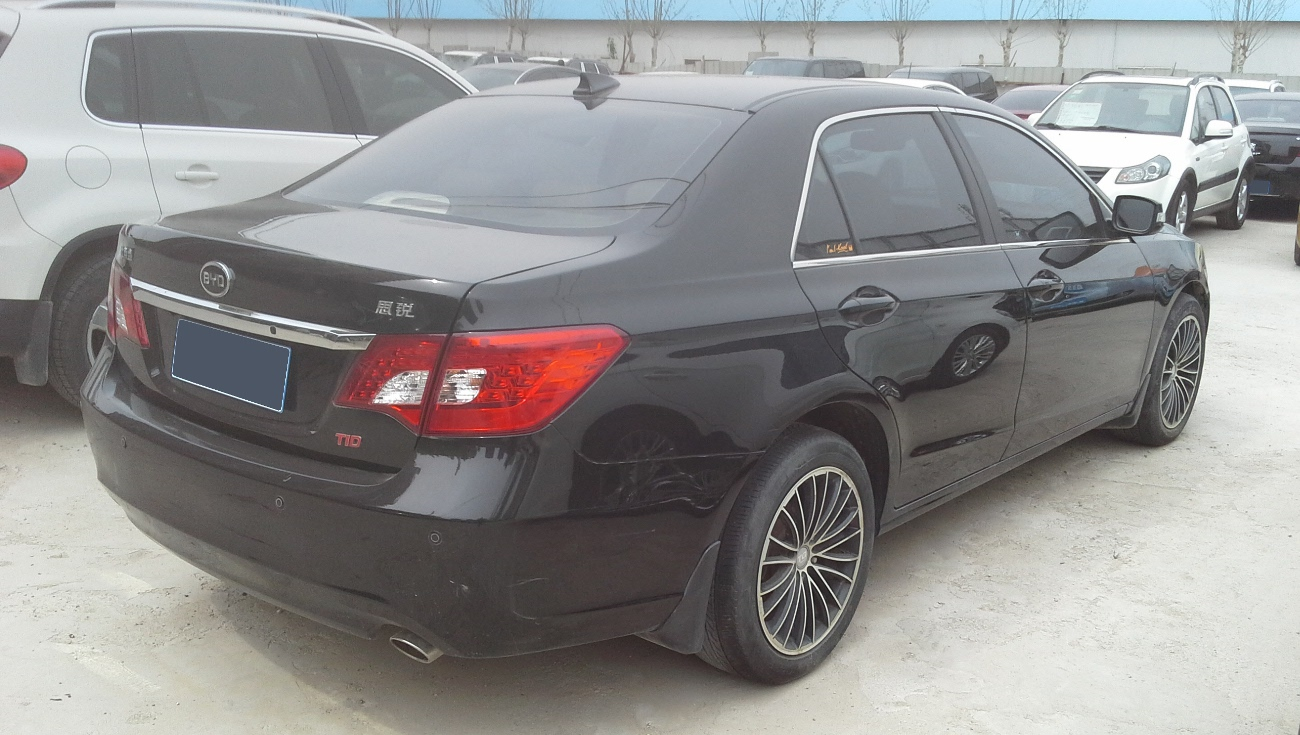
BYD Sirui